# Milagres da Adoração
Milagres da Adoração é o décimo segundo álbum da cantora de música cristã brasileira Léa Mendonça. Lançado no mês de junho de 2011 pela sua gravadora atual MK Music.
O single do disco foi a canção Covardia, sendo lançado no canal da gravadora MK no dia 9 de junho; tendo o vídeo mais de 1 milhão de visualizações. O videoclipe foi lançado quatro meses depois.[carece de fontes?]
Por vender mais de oitenta mil cópias, em setembro de 2012 o álbum foi certificado como disco de platina, sendo entregue por Alomara Andrade, a Coordenadora de Comunicação e Marketing da gravadora MK Music.

## Faixas
1. Essa Promessa é Minha (Léa Mendonça)
2. Entrega (Anderson Freire)
3. A Família e a Marca (Léa Mendonça)
4. Mais de Deus e Menos de Mim (Júnior Maciel e Josias Teixeira)
5. Modelo Exclusivo (Léa Mendonça)
6. Covardia (Léa Mendonça)
7. Quero Voltar a Ser Como Antes (Léa Mendonça)
8. Vou Avançar (Léa Mendonça)
9. Errei Outra Vez (Léa Mendonça)
10. Pode me Usar (Léa Mendonça)
11. Eu Reagi (Léa Mendonça)
12. Eu Tudo Posso (Júnior Maciel e Josias Teixeira)

## Ficha Técnica
- Produção executiva: MK Music
- Produção musical e arranjos: Rogério Vieira
- Captação ao vivo na Igreja Batista Nova Jerusalém na Ilha do Governador por DB Áudio
- Técnico: Rick Lunas
- Gravado e mixado por Rick Lunas no MK Studios
- Masterização: Carlos Freitas no Classic Master - SP
- Keys, virtual synths and loops programmer: Rogério Vieira
- Pianos: Rogério Vieira
- Bateria: Léo Reis
- Guitarras e violões: Sérgio Knust
- Baixo: Douglas Viana
- Back vocal: Adiel Ferr, Fael Magalhães, Rapha Oliveira e Jairo Bonfim
- Fotos: Ronaldo Rufino
- Criação de capa: MK Music

## Clipes
| Música                | Lançamento             |
| --------------------- | ---------------------- |
| Covardia              | 7 de outubro de 2011   |
| Essa promessa é Minha | 11 de dezembro de 2012 |